# El Sol News
El Sol News es un periódico semanal en español de Nueva York y Connecticut (EE. UU.), para satisfacer la creciente demanda de información de la comunidad hispana de ambos Estados. Se fundó el 21 de agosto de 1982 por su actual director S.T. Arnulfo Arteaga R. Su sede se encuentra en Stamford (Connecticut)|Stamford], (Connecticut).
Su distribución se realiza cada viernes en las ciudades de Nueva York, Port Chester y White Plains del Estado de Nueva York, y en las ciudades de Stamford, Bridgeport, Norwalk, Stratford y Greenwich del Estado de Connecticut. Tiene 150.000 lectores semanales.

## Contenido
1. Noticias Locales
2. Judiciales
3. Inmigración
4. Noticias Nacionales
5. Informe Especial
6. Noticias de Latinoamérica
7. Economía
8. Página de la Mujer
9. Hogar
10. Reflexiones
11. Deportes
12. Actualidad

El Sol News, distribuye además, El Sol - La Revista con los contenidos:
1. Eventos de la Comunidad
2. Salud
3. Entretenimiento
4. Estilo de Vida
5. Humor
6. Opiniones
7. Negocios
8. Tecnología